# EMac
eMac (скорочення від education Mac) — знятий із виробництва настільний комп'ютер Mac у форматі моноблока, що був розроблений і вироблявся Apple Computer. Випущений у 2002 році, спочатку він був призначений для освітнього ринку, але пізніше став доступним як дешевша альтернатива для масового ринку РК-моноблоку Apple iMac G4 другого покоління. 12 жовтня 2005 року було припинено роздрібні продажі eMac, а згодом відновлено продажі, але виключно для навчальних закладів. Apple припинила його виробництво 5 липня 2006 року та замінила його в лінійці дешевшим недорогим iMac G5, який, як і eMac, продавався виключно для навчальних закладів.
Дизайн eMac дуже нагадує iMac першого покоління, хоча eMac білого кольору, трохи більший за розміром і важчий за iMac G3. Унікальна форма комп'ютера також була схожа на 17-дюймовий ЕПТ-дисплей Studio Display 2000 року (останній автономний ЕПТ-монітор Apple). Apple eMac оснащено процесором PowerPC 7450 (G4e), який значно швидший за процесор PowerPC 750 (G3) попереднього покоління, а також 17-дюймовим плоским ЕПТ-дисплеєм, який був призначений для освітнього ринку, оскільки РК-екрани були б дорогими.

## Передумови
У 1998 році Apple випустила iMac G3, комп'ютер «все в одному», створений на базі дисплея з електронно-променевою трубкою. iMac став великим успіхом для Apple, було продано понад п'ять мільйонів одиниць; він також продавався всього за 799 доларів США, що робило його найдоступнішою моделлю Mac, яку пропонувала Apple. У січні 2002 року Apple анонсувала наступника iMac G3 — iMac G4. Цей iMac було створено на базі поворотного плоскопанельного дисплея, і спочатку коштував він дорожче, ніж попереднє покоління. Хоча деякі моделі iMac G3 залишалися за нижчою ціною, їм не вистачало потужності для навчальних завдань, таких як робота з відео. Клієнти освітніх закладів склали майже чверть продажів Apple, і оскільки комп'ютери на базі Windows забирають ринкову частку Apple у цьому секторі, Apple консультувалася з освітянами щодо створення дешевшого наступника на G4 для такого цінового сегмента.
29 квітня 2002 року Apple оголосила про те, що eMac буде продаватися лише для освітніх ринків. Раніше Apple вже створювала моделі комп'ютерів лише для навчання, включаючи попередника iMac — Power Macintosh G3 All-In-One. Електронно-променевий екран комп'ютера зробив його дешевшим, ніж iMac (найдорожча конфігурація все ще була дешевшою, ніж найдешевший iMac G4), а його розмір мав на меті зробити його більш стійким до зношування в шкільному середовищі, ніж тендітний шарнір і плоский екран в iMac.

## Дизайн
eMac мав дуже подібний дизайн до iMac G3, але мав більший 17-дюймовий (430 мм) (16-дюймовий видимий) плоский ЕПТ-монітор. Більший екран давав на 40 відсотків більше області перегляду, ніж iMac. Завдяки кінескопу з короткою шийкою він займав стільки ж місця, скільки iMac — фактично був на кілька міліметрів коротшим, але й важчим — 23 кг. Комп'ютер був оснащений процесором PowerPC G4, набагато швидшим, ніж iMac на базі G3. Серійний номер комп'ютера та ідентифікатор мережі були надруковані на передній панелі комп'ютера за дверцятами оптичного приводу, щоб полегшити школам відстеження замовлень. Оперативну пам'ять можна оновити через службовий люк у нижній частині комп'ютера. Apple продавала окрему поворотну підставку для зміни кута огляду екрана.

## Випуск
Після скарг клієнтів Apple оголосила, що eMac буде доступний для роздрібної торгівлі через місяць. Звичайним покупцям не пропонували тих же цін і варіантів конфігурації, що й освітнім клієнтам; наприклад, покупці у сфері освіти можуть отримати модель без модема.
eMac, переважно, мав попит на масовому ринку, зайнявши нішу Macintosh початкового рівня з 2003 по 2005 рік, яку раніше займав iMac G3. Водночас iMac G4 позиціювався як пропозиція преміум-класу протягом усього терміну існування лінійки eMac. eMac загалом мав схожу продуктивність і функції з iMac G4, хоча вони продавалися поряд один з одним. eMac був поступово витіснений iMac G5 у 2005—2006 роках.
У жовтні 2003 року модель з частотою процесора 800 МГц була прибрана як стандартна конфігурація, а модель 1 ГГц була знижена в ціні. Ця версія була останньою в лінійці, яка офіційно використовувала операційну систему OS 9 від Apple.
Наступна версія лінійки eMac вийшла у квітні 2004 року з DDR SDRAM, швидшим процесором, що працює на частоті 1,25 ГГц, і кращим відеочипсетом ATI Radeon 9200. Остання версія вийшла в травні 2005 року зі ще швидшим процесором, що працює на частоті 1,42 ГГц, відеокартою Radeon 9600 і більшим стандартним жорстким диском.
12 жовтня 2005 року Apple знову звузила нішу продажів eMac лише до навчальних закладів і повернулася до свого маркетингового плану «E для освіти» (англ. E is for Education), який був супроводжував початкові обмеження для освітніх покупців. Компанія повторно запровадила цей обмежувальний захід з невідомих причин. Деякі аналітики вважають, що Apple хотіла змусити широку громадськість купувати дорожчі Mac mini або iMac, які приносили більший прибуток. Крім того, eMac був єдиним комп'ютером з ЕПТ-дисплеєм, який залишився в лінійці Apple, що робило його дещо громіздким порівняно з новими пропозиціями, які мали компактний формфактор завдяки РК-екранам. Падіння вартості РК-дисплеїв також призведе до поступового зниження цін на iMac G5. Однак eMac все ще був доступний для продажу широкій громадськості через деякі вебсайти сторонніх роздрібних продавців.
5 липня 2006 року вся лінійка eMac була знята з виробництва. Того ж дня була представлена «освітня конфігурація» iMac Core Duo, яка отримала комбінований накопичувач, а не SuperDrive, і менший жорсткий диск на 80 ГБ.
Ранні моделі eMac підтримують Mac OS 9.2.2 і Mac OS X, починаючи з OS X 10.1.4, тоді як пізніші моделі офіційно підтримують лише Mac OS X.
Моделі з процесором 1 ГГц і швидші моделі не можуть завантажувати OS 9, тоді як eMac, повільніші за 1 ГГц, офіційно не підтримують 10.5 (вимоги — 867 МГц G4 з 512 МБ оперативної пам'яті).

## Критика
Загалом eMac був добре прийнятий. Джейсон Снелл з Macworld написав, що eMac став гідним наступником iMac G3. Критика початкової версії полягала в тому, що невеликий обсяг встановленої оперативної пам'яті (128 МБ) був недостатнім для Mac OS X.

## Технічні проблеми
Кілька ранніх комп'ютерів eMac страждали від так званого «зміщення растра» (англ. Raster Shift) — явища, коли нижня третина або половина екрана стає чорною, а решта зображення зміщується вгору та за верхню межу дисплея. Цю проблему також супроводжує серйозна статика, роблячи видиму частину екрана практично нефункціональною. У відповідь на проблему Apple запропонувала рішення, яке передбачало заміну відеокабелю в корпусі eMac. Деякі моделі eMac також страждали від конденсаторної чуми, яка спричиняла спотворення відео або блокування комп'ютера. Apple відреагувала на ці проблеми, запровадивши програму продовження гарантії.

## Технічні характеристики
Усі конфігурації є стандартними від Apple, якщо не зазначено інше.
Усі ці моделі є застарілими.
| Модель             | Офіційна назва  | eMac | eMac | eMac (ATI Graphics) | eMac (ATI Graphics) | eMac (USB 2.0) | eMac (2005) |
| ------------------ | --------------- | --- | --- | --- | --- | --- | --- |
| Модель             | Кодова назва    | «P69» | «P69» | «Northern Lights» | «Northern Lights» | «114P» | «Q86J» |
| Хронологія         | Випущено        | 22 квітня 2002 | 13 серпня 2002 | 6 травня 2003 | 6 травня 2003 | 13 квітня 2004 | 3 травня 2005 |
| Хронологія         | Припинено       | 6 травня 2003 | 6 травня 2003 | 22 жовтня 2003 | 13 квітня 2004 | 3 травня 2005 | 12 жовтня 2005 (роздріб) / 5 липня 2006 (освіта) |
| Ідентифікатор      | ID              | PowerMac4,4 | PowerMac4,4 | PowerMac4,4 | PowerMac4,4 | PowerMac6,4 | PowerMac6,4 |
| Ідентифікатор      | Модель          | A1002 (EMC 1903) | A1002 (EMC 1903) | A1002 (EMC 1955) | A1002 (EMC 1955) | A1002 (EMC None) | A1002 (EMC None) |
| Ідентифікатор      | Артикул Apple   | M8655 | M8892 | M9150 | M8950 | M9425 | M9834 |
| Дисплей            | Дисплей         | 17 дюймів (видимі 16 дюймів) 1280 x 960 плоский ЕПТ | 17 дюймів (видимі 16 дюймів) 1280 x 960 плоский ЕПТ | 17 дюймів (видимі 16 дюймів) 1280 x 960 плоский ЕПТ | 17 дюймів (видимі 16 дюймів) 1280 x 960 плоский ЕПТ | 17 дюймів (видимі 16 дюймів) 1280 x 960 плоский ЕПТ | 17 дюймів (видимі 16 дюймів) 1280 x 960 плоский ЕПТ |
| Продуктивність     | Процесор        | PowerPC 7441 (G4) | PowerPC 7441 (G4) | PowerPC 7445 (G4) | PowerPC 7445 (G4) | PowerPC 7447A (G4) | PowerPC 7447B (G4) |
| Продуктивність     | Тактова частота | 700 МГц | 800 МГц | 800 МГц | 1,0 ГГц | 1,25 ГГц 1,0 ГГц лише для освіти | 1,42 ГГц 1,25 ГГц лише для освіти |
| Продуктивність     | Кеш процесора   | 64 КБ L1, 256 КБ L2 (1:1) | 64 КБ L1, 256 КБ L2 (1:1) | 64 КБ L1, 256 КБ L2 (1:1) | 64 КБ L1, 256 КБ L2 (1:1) | 64 КБ L1, 512 КБ L2 на чипі (1:1) | 64 КБ L1, 512 КБ L2 на чипі (1:1) |
| Продуктивність     | Front Side Bus  | 100 МГц | 100 МГц | 133 МГц | 133 МГц | 167 МГц | 167 МГц |
| Продуктивність     | Пам'ять         | 128 МБ PC133 SDRAM Можливість збільшення до 1 ГБ | 128 МБ PC133 SDRAM Можливість збільшення до 1 ГБ | 128 МБ PC133 SDRAM Можливість збільшення до 1 ГБ | 256 МБ PC133 SDRAM Можливість збільшення до 1 ГБ | 256 МБ 333 МГц PC2700 DDR SDRAM (512 МБ для моледі 1,42 ГГц SuperDrive) Можливість збільшення до 2 ГБ (офіційно підтримується лише 1 ГБ)                                                                                                | 256 МБ 333 МГц PC2700 DDR SDRAM (512 МБ для моледі 1,42 ГГц SuperDrive) Можливість збільшення до 2 ГБ (офіційно підтримується лише 1 ГБ)                                                                                                |
| Продуктивність     | Графіка         | NVIDIA GeForce 2 MX із 32 МБ DDR SDRAM | NVIDIA GeForce 2 MX із 32 МБ DDR SDRAM | ATI Radeon 7500 із 32 МБ DDR SDRAM | ATI Radeon 7500 із 32 МБ DDR SDRAM | ATI Radeon 9200 із 32 МБ DDR SDRAM | ATI Radeon 9600 із 64 МБ DDR SDRAM ATI Radeon 9200 із 32 МБ DDR SDRAM лише для освіти |
| Продуктивність     | Графіка         | AGP 2x | AGP 4x | AGP 4x | AGP 4x | AGP 4x | AGP 4x |
| Накопичувач        | Жорсткий диск   | 40 ГБ | 40 ГБ, 60 ГБ, 80 ГБ | 40 ГБ, 60 ГБ, 80 ГБ | 40 ГБ, 60 ГБ, 80 ГБ | 40 ГБ, 80 ГБ | 40 ГБ, 80 ГБ, 120 ГБ, 160 ГБ |
| Накопичувач        | Жорсткий диск   | Ultra ATA/66 | Ultra ATA/66 | Ultra ATA/66 | Ultra ATA/66 | Ultra ATA/100 | Ultra ATA/100 |
| Накопичувач        | Оптичний привод | 32x CD-ROM | 2X SuperDrive (DVD-RW) | Стандартний Combo Drive (CD-RW/DVD-ROM) або SuperDrive (DVD-RW) CD-RW стандарний для початкової моделі 700 МГц CD-ROM стандарний для оновлення 800 МГц SuperDrive стандарний для початкової моделі 800 МГц                              | Стандартний Combo Drive (CD-RW/DVD-ROM) або SuperDrive (DVD-RW) CD-RW стандарний для початкової моделі 700 МГц CD-ROM стандарний для оновлення 800 МГц SuperDrive стандарний для початкової моделі 800 МГц                              | Стандартний Combo Drive (CD-RW/DVD-ROM) або SuperDrive (DVD-RW) CD-RW стандарний для початкової моделі 700 МГц CD-ROM стандарний для оновлення 800 МГц SuperDrive стандарний для початкової моделі 800 МГц                              | Стандартний Combo Drive (CD-RW/DVD-ROM) або SuperDrive (DVD-RW) CD-RW стандарний для початкової моделі 700 МГц CD-ROM стандарний для оновлення 800 МГц SuperDrive стандарний для початкової моделі 800 МГц                              |
| Підключення        | Бездротове      | AirPort 802.11b | AirPort 802.11b | AirPort Extreme 802.11b/g | AirPort Extreme 802.11b/g | AirPort Extreme 802.11b/g | AirPort Extreme 802.11b/g |
| Підключення        | Ethernet        | 10/100 BASE-T Ethernet | 10/100 BASE-T Ethernet | 10/100 BASE-T Ethernet | 10/100 BASE-T Ethernet | 10/100 BASE-T Ethernet | 10/100 BASE-T Ethernet |
| Підключення        | Модем           | Модем 56k V.90 | Модем 56k V.90 | Модем 56k V.90 | Модем 56k V.90 | Модем 56k V.90 (опціонально для освітніх моделей 1,25 ГГц) | Модем 56k V.90 (опціонально для освітніх моделей 1,25 ГГц) |
| Підключення        | Bluetooth       | Н/Д | Н/Д | Н/Д | Н/Д | Опціонально Bluetooth 1.1 | Опціонально Bluetooth 1.1 |
| Підключення        | USB             | 3x USB 1.1 | 3x USB 1.1 | 3x USB 1.1 | 3x USB 1.1 | 3x USB 2.0 | 3x USB 2.0 |
| Підключення        | FireWire        | 2x FireWire 400 | 2x FireWire 400 | 2x FireWire 400 | 2x FireWire 400 | 2x FireWire 400 | 2x FireWire 400 |
| Аудіо              | Аудіо           | Вбудовані 18-ватні стереодинаміки | Вбудовані 18-ватні стереодинаміки | Вбудовані 18-ватні стереодинаміки | Вбудовані 18-ватні стереодинаміки | Вбудовані 16-ватні стереодинаміки | Вбудовані 18-ватні стереодинаміки |
| Відеовихід         | Відеовихід      | Mini-VGA з роздільною здатністю до 1280x960 (тільки дзеркальний режим). Неофіційно можна змінити для підтримки розширеного режиму відображення в моделях із відеокартою ATI за допомогою інструменту під назвою Screen Spanning Doctor. | Mini-VGA з роздільною здатністю до 1280x960 (тільки дзеркальний режим). Неофіційно можна змінити для підтримки розширеного режиму відображення в моделях із відеокартою ATI за допомогою інструменту під назвою Screen Spanning Doctor. | Mini-VGA з роздільною здатністю до 1280x960 (тільки дзеркальний режим). Неофіційно можна змінити для підтримки розширеного режиму відображення в моделях із відеокартою ATI за допомогою інструменту під назвою Screen Spanning Doctor. | Mini-VGA з роздільною здатністю до 1280x960 (тільки дзеркальний режим). Неофіційно можна змінити для підтримки розширеного режиму відображення в моделях із відеокартою ATI за допомогою інструменту під назвою Screen Spanning Doctor. | Mini-VGA з роздільною здатністю до 1280x960 (тільки дзеркальний режим). Неофіційно можна змінити для підтримки розширеного режиму відображення в моделях із відеокартою ATI за допомогою інструменту під назвою Screen Spanning Doctor. | Mini-VGA з роздільною здатністю до 1280x960 (тільки дзеркальний режим). Неофіційно можна змінити для підтримки розширеного режиму відображення в моделях із відеокартою ATI за допомогою інструменту під назвою Screen Spanning Doctor. |
| Операційна система | Оригінальна     | Mac OS X 10.1.4 «Puma» та Mac OS 9.2.2 | Mac OS X 10.1.4 «Puma» та Mac OS 9.2.2 | Mac OS X 10.2.6 «Jaguar» Mac OS 9.2.2 | Mac OS X 10.2.6 «Jaguar» | Mac OS X 10.3.3 «Panther» | Mac OS X 10.4 «Tiger» |
| Операційна система | Остання         | Mac OS X 10.4 «Tiger» та Mac OS 9.2.2 | Mac OS X 10.4 «Tiger» та Mac OS 9.2.2 | Mac OS X 10.4 «Tiger» та Mac OS 9.2.2 | Mac OS X 10.5 «Leopard» | Mac OS X 10.5 «Leopard» | Mac OS X 10.5 «Leopard» |
| Вага               | Вага            | 22,7 кг | 22,7 кг | 22,7 кг | 22,7 кг | 22,7 кг | 22,7 кг |

## Хронологія моделей eMac
| Хронологія моделей iMac і eMac (відсортовані за розміром екрана) |
| ---------------------------------------------------------------- |
| Див. також: Список моделей Mac                                   |

## Виноски
1. ↑  Продукти Apple, Inc., які не постачаються для продажу протягом понад 7 років не отримують обслуговування апаратного забезпечення від Apple або постачальників послуг, але все ще підтримують останню версію програмного забезпечення.
2. 1 2 3 4 5 6 7 8 9  Варіант конфігурації на замовлення
3. 1 2  Продається окремо та має бути встановлений кінцевим користувачем